# Parodie de procès
Ne doit pas être confondu avec Procès fictif, Tribunal d'opinion ou Procès médiatique.

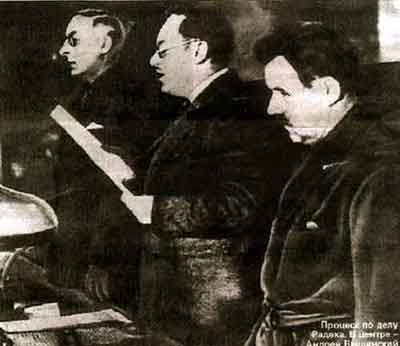
Le procureur Vychinski lisant l'acte d'accusation du procès Centre antisoviétique trotskyste de réserve en janvier 1937 lors de l'un des procès de Moscou (procès de Radek).

Une parodie de procès est un procès dont le verdict est déterminé à l’avance et où les droits de la défense sont partiellement ou totalement bafoués.
Cette expression péjorative est utilisée le plus souvent par des personnes qui clament l'innocence de prévenus condamnés au cours d'un procès qu'elles jugent inique ou lors de procès politiques instrumentalisés qui ont pour finalité la propagande idéologique ou la raison d’État, sous couvert d'un semblant de légitimité judiciaire (en), afin de faire taire les opposants ou les dissidents. Ce type de procès prend généralement la forme de procès-spectacle médiatisé mais peut parfois se dérouler à huis clos ou être tenu secret.
Cette idée apparaît surtout et principalement dans l'historiographie du régime stalinien, donc à partir des années 1930. Dans ce contexte, un procès spectacle est un type de procès politique dont la fonction première est d'être diffusé dans les médias. Cette expression gagne en popularité à partir des écrits d'Eugene Lyons, journaliste américain qui assiste aux procès de Chakhty. Il parle de « show trials » en exagérant le terme juridique soviétique « Показательный процесс » (pokazatel'nyj process), qui signifie « procès exemplaire ». Par la suite, l'idée de procès-spectacle stalinien est approfondie par les recherches de Julie Cassiday (en) et Elizabeth Wood. Il existe des débats parmi les historiens à propos de la mesure dans laquelle les procès sous le régime de Staline peuvent être qualifiés de spectacles. Certains d'entre eux ont en effet été organisés au moins en partie dans l'intention de faire passer un message au public. Toutefois, tous les procès n'étaient pas déterminés à l'avance. La notion de procès-spectacle est relativement floue et s'apparente à celle de justice politique.